# Начкебия, Нина Владимировна
Нина Владимировна Начкебия (1918 год, Гурийский уезд, Грузинская демократическая республика — неизвестно, Грузинская ССР) — колхозница колхоза имени Молотова Махарадзевского района, Грузинская ССР. Герой Социалистического Труда (1951).

## Биография
Родилась в 1918 году в крестьянской семье в одном из сельских населённых пунктов Гурийского уезда. После получения начального образования трудилась с середины 1930-х годов трудилась на чайной плантации колхоза имени Молотова Махарадзевского района.
В 1950 году собрала 6129 килограммов сортового зелёного чайного листа на участке площадью 0,5 гектара. Указом Президиума Верховного Совета СССР от 1 сентября 1951 года удостоена звания Героя Социалистического Труда за «получение в 1950 году высоких урожаев сортового зелёного чайного листа и винограда» с вручением ордена Ленина и золотой медали «Серп и Молот» (№ 6148).
Этим же Указом званием Героя Социалистического Труда были награждены четыре труженицы колхоза имени Молотова колхозницы Нина Тимофеевна Гагуа, Галина Дмитриевна Мжаванадзе, Шура Илларионовна Цикаридзе и Кетеван Онуфриевна Цитайшвили.
Дальнейшая судьба не известна. Дата смерти не установлена.